# Rancho Nuevo, Matehuala
Rancho Nuevo är en ort i Mexiko.   Den ligger i kommunen Matehuala och delstaten San Luis Potosí, i den centrala delen av landet, 500 km norr om huvudstaden Mexico City. Rancho Nuevo ligger 1 577 meter över havet och antalet invånare är 475.
Terrängen runt Rancho Nuevo är platt åt nordost, men åt sydväst är den kuperad. Runt Rancho Nuevo är det ganska tätbefolkat, med 75 invånare per kvadratkilometer. Närmaste större samhälle är Matehuala, 6,9 km söder om Rancho Nuevo. Omgivningarna runt Rancho Nuevo är i huvudsak ett öppet busklandskap.